# Scheepswerf Cornelis Gips en zonen
Scheepswerf Cornelis Gips en zonen was een scheepswerf in de Nederlandse stad Dordrecht.

## Geschiedenis
Cornelis Gips (1778-1843) erfde in 1822 een scheepswerf van zijn schoonvader Dirk Boest op de Lijnbaan in Dordrecht. In 1826 liep het eerste zeeschip van stapel. Cornelis nam in 1830 de werf van zijn buurman Maarten de Vries over. In datzelfde jaar liep bij hem zijn eerste Oost-Indiëvaarder van stapel, De Dortenaar, het eerste schip van reder Adolf Blussé van Oud-Alblas. Door de Belgische opstand stagneerde de scheepsbouw en pas in 1834 werd er weer een zeeschip gebouwd, het fregat Jacob Cats, weer voor reder Adolf Blussé van Oud-Alblas. De werf bouwde ook inmiddels ook binnenschepen. 
Vanaf 1834 werd de werf, inmiddels omgedoopt in Werf de Merwede, geleid door de twee zonen van Cornelis: Dingeman  (1806-1885) en Dirk Boest (1803-1885). Deze waren beiden opgeleid aan de Technische Hogeschool in Delft. Ook andere leden van de familie waren betrokken bij de werf. Voor grote schepen werd een terrein gehuurd van de gemeente Dordrecht aan de Wilgenbos, waar in 1869 het laatste houten koopvaardijschip werd gebouwd. In oktober 1853 werd in opdracht van de rederij van de Gebroeders Blussé op die werf de kiel gelegd voor de Kosmopoliet (I),  een vroeg voorbeeld van een Nederlandse klipper. Het schip werd op 29 november 1853 te water gelaten en enige maanden later was het voltooid. 
Tussen 1826 en 1871 werden 69 schepen door  de werf gebouwd, waaronder de twee eerste Japanse houten schroefstoom-oorlogsschepen: de Nits Sin en de Kaiyō Maru. Met een lengte van 73 meter was de Kaiyō Maru destijds het grootste houten oorlogsschip dat ooit door een Nederlandse scheepswerf was gebouwd. 
Na het wegvallen van orders voor houten zeeschepen ging de werf over op de bouw van ijzeren rivierschepen en sleepboten. Ze werd uitgebreid met een machinefabriek en een ketelmakerij. De werf werd verliesgevend en in 1915 opgeheven. Delen werden overgenomen door de Scheepswerf en Machinefabriek H. J. Koopman in Dordrecht.